# Homosérine lactone
Pour les articles homonymes, voir HSL.

Structure des acyl homosérine lactones

Les homosérine lactones (HSL) sont des composés chimiques qui, sous forme acylée, sont impliqués dans la détection du quorum, chez les bactéries. Différentes formes d'acyl homosérine lactones sont utilisées par diverses espèces bactériennes pour détecter la présence d'une concentration critique de bactéries, déclenchant une réponse collective qui se traduit par exemple en bioluminescence ou en la formation d'un biofilm.
Les homosérine lactones sont aussi le produit de la réaction du bromure de cyanogène (CNBr) avec un résidu méthionine au sein d'une protéine. C'est une réaction importante dans le séquençage des protéines, qui permet de cliver sélectivement les protéines au niveau des méthionines[réf. nécessaire].